# Cama elástica

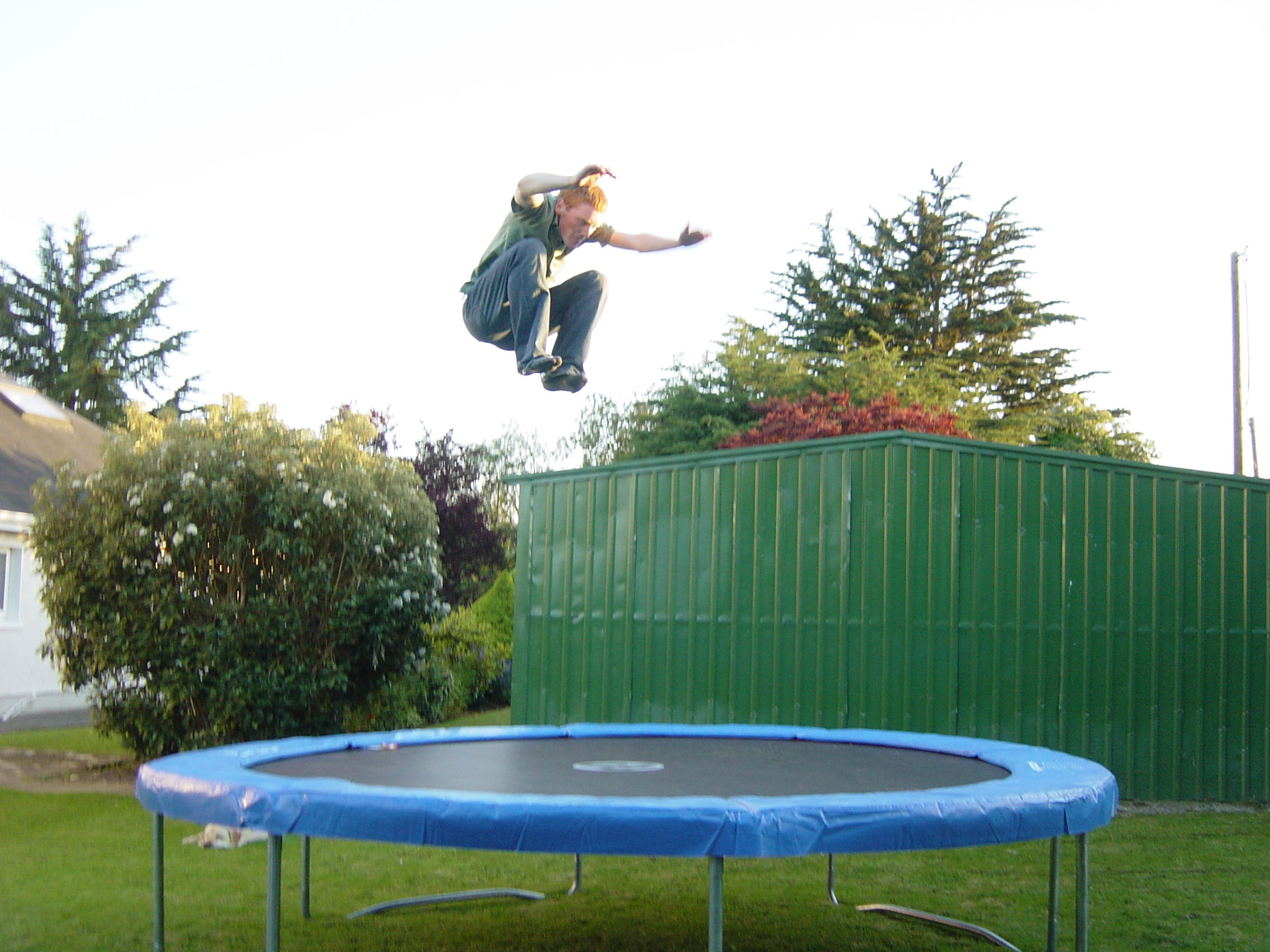
Um jovem pulando em uma cama elástica

A cama elástica (também conhecida como trampolim ou pula-pula) é um dispositivo de artigo esportivo que consiste em um pedaço de tecido firme e esticado entre uma estrutura de aço usando muitas molas helicoidais. 
Existem vários esportes que utilizam a cama elástica. Um deles é o Slamball, que é uma mistura de basquete com camas elásticas. Outro esporte é a ginástica de trampolim, que foi criada nos Estados Unidos no início do século XX. Além disso, há o jumping, um exercício de cardio projetado para queimar calorias e perder peso, que envolve fazer diferentes movimentos ao ritmo da música, enquanto se salta sobre uma cama elástica.
Nem todas as camas elásticas têm molas, pois a cama elástica Springfree usa barras de plástico reforçadas com vidro. As pessoas saltam em camas elásticas para fins recreativos e de competição.
O tecido no qual os usuários saltam (conhecido como "tapete de salto" ou "cama de trampolim") não é elástico; a elasticidade é fornecida pelas molas que a conectam à estrutura, que armazenam energia potencial.

## História

### Primeiros dispositivos tipo cama elástica

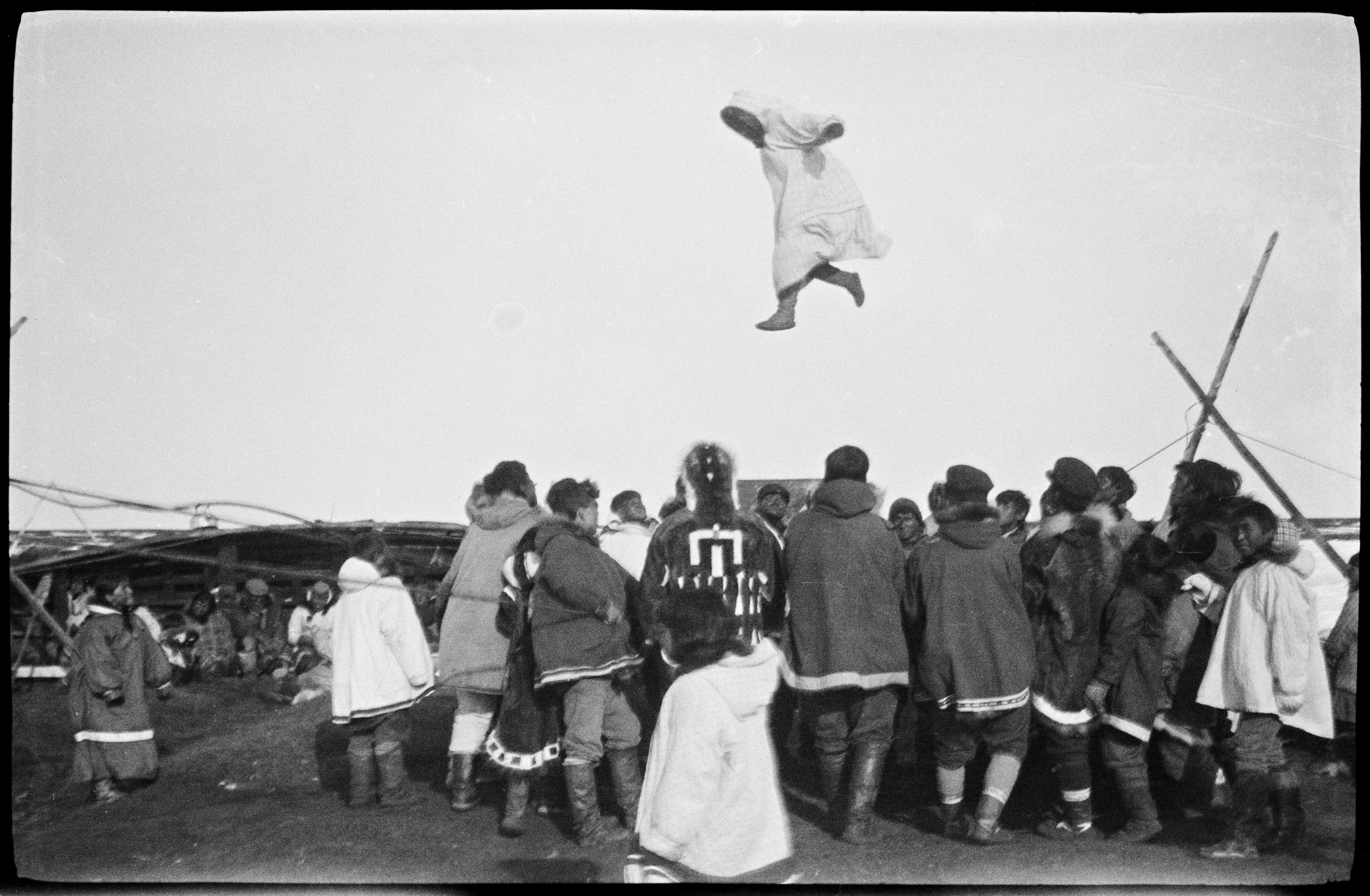
Lançamento inuit de cobertores em Wainwright, Alasca (1922-1923) durante a Expedição Maudsen de Amundsen

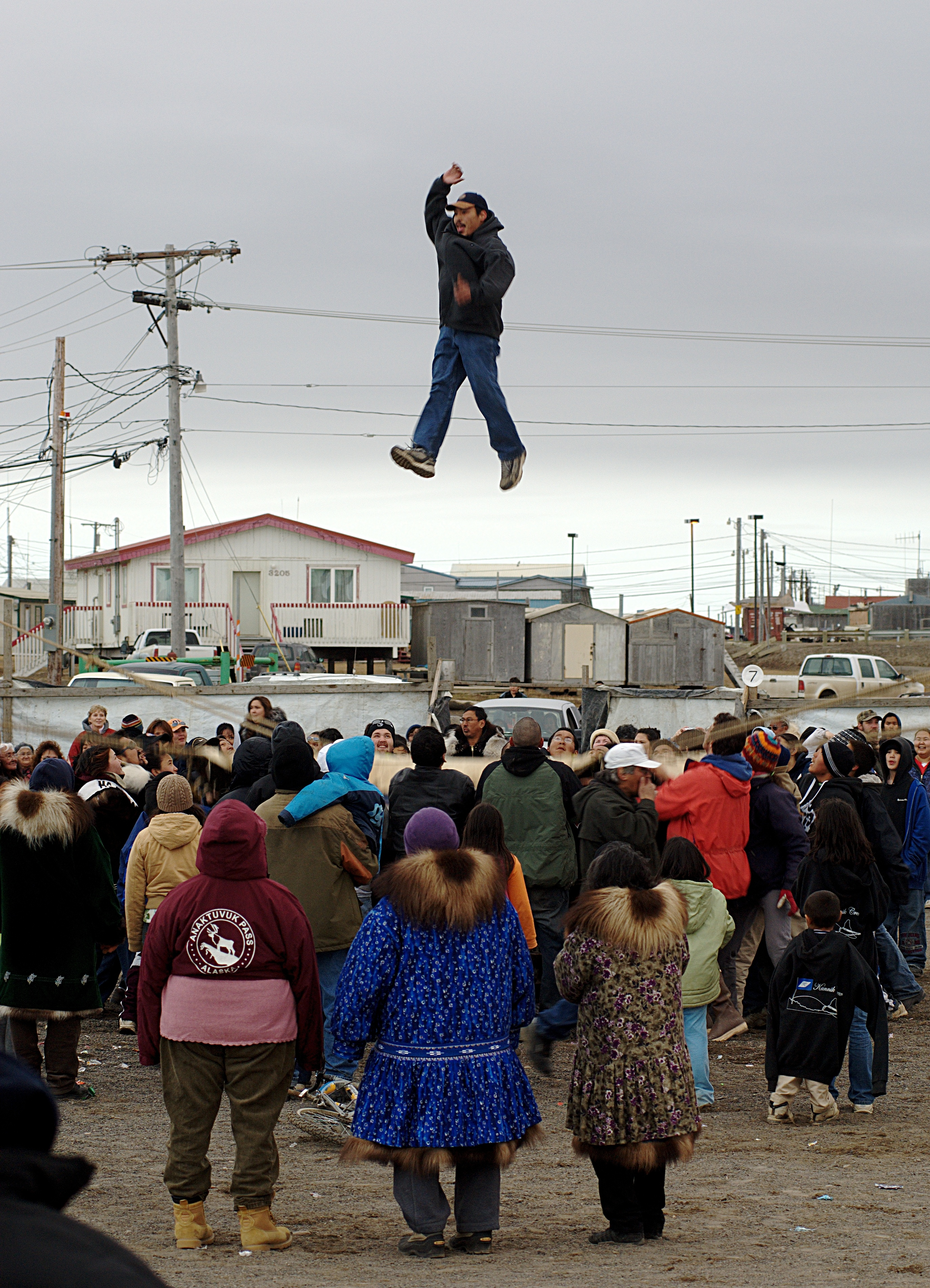
Lançamento do cobertor de Iñiat durante o festival Nalukataq em Barrow, Alasca (2006)

Um jogo semelhante à cama elástica foi desenvolvida pelos Inuit, que lançavam dançarinos de cobertor no ar em uma pele de morsa, um de cada vez durante uma celebração da primavera na colheita de baleias. Há também evidências de que pessoas na Europa foram lançadas ao ar por várias pessoas segurando um cobertor. Mak, na peça de Wakefield Second Shepherds, e Sancho Pança, em Dom Quixote, estão sujeitos a coberturas - no entanto, esses são claramente exemplos não voluntários e não recreativos de punição quase judicial e administrada pela máfia. As redes de vida tipo cama elástica usadas pelos bombeiros para capturar pessoas pulando de prédios em chamas foram inventadas em 1887.
O pôster do século 19 do Circus Royal, de Pablo Fanque, se refere à performance na cama elástica. Diz-se que o dispositivo tenha sido mais uma cama elástica do que um aparelho de molas de tecido e espiral atualmente em uso.
Esses podem não ser os verdadeiros antecedentes do esporte moderno da cama elástica, mas indicam que o conceito de rebater em uma superfície de tecido já existe há algum tempo. Nos primeiros anos do século XX, alguns acrobatas usavam uma "cama saltitante" no palco para divertir o público. A cama saltitante era em forma de um pequeno trampolim coberto por roupas de cama, nas quais os acrobatas realizavam principalmente rotinas de comédia.
De acordo com o folclore do circo, a cama elástica foi supostamente desenvolvida pela primeira vez por um artista chamado du Trampolin, que viu a possibilidade de usar a rede de segurança do trapézio como uma forma de propulsão e dispositivo de aterrissagem e experimentou diferentes sistemas de suspensão, eventualmente reduzindo a rede a um tamanho prático para um desempenho separado. Enquanto os dispositivos trampolins eram usados para shows e no circo, a história de du Trampolin é quase certamente apócrifa. Nenhuma evidência documental foi encontrada para apoiá-lo.
William Daly Paley, da Thomas A. Edison, Inc., filmou o lançamento de um novo recruta na Companhia F, 1º Voluntário de Ohio em 1898.

### Primeiras camas elásticas modernas
A primeira cama elástica moderna foi construída por George Nissen e Larry Griswold em 1936. Nissen era um competidor de ginástica e mergulho e Griswold era um copo na equipe de ginástica, ambos na Universidade de Iowa, nos Estados Unidos. Eles observaram trapezistas usando uma rede apertada para agregar valor ao entretenimento e experimentaram esticando um pedaço de lona, no qual haviam inserido ilhoses de cada lado, em uma estrutura de ferro angular por meio de molas helicoidais. Foi inicialmente usado para treinar copos, mas logo se tornou popular por si só. Nissen explicou que o nome veio do espanhol trampolin, que significa prancha de mergulho. Nissen ouviu a palavra em uma turnê de demonstração no México no final da década de 1930 e decidiu usar uma forma anglicizada como marca registrada do aparelho.
Em 1942, Griswold e Nissen criaram a Griswold-Nissen Trampoline & Tumbling Company e começaram a fabricar camas elásticas comercialmente em Cedar Rapids, no estado norte-americano de Iowa.
O termo genérico para a cama elástica de marca registrada era um copo de rebote e o esporte começou como um rebote. Desde então, perdeu sua marca e se tornou uma marca genérica.

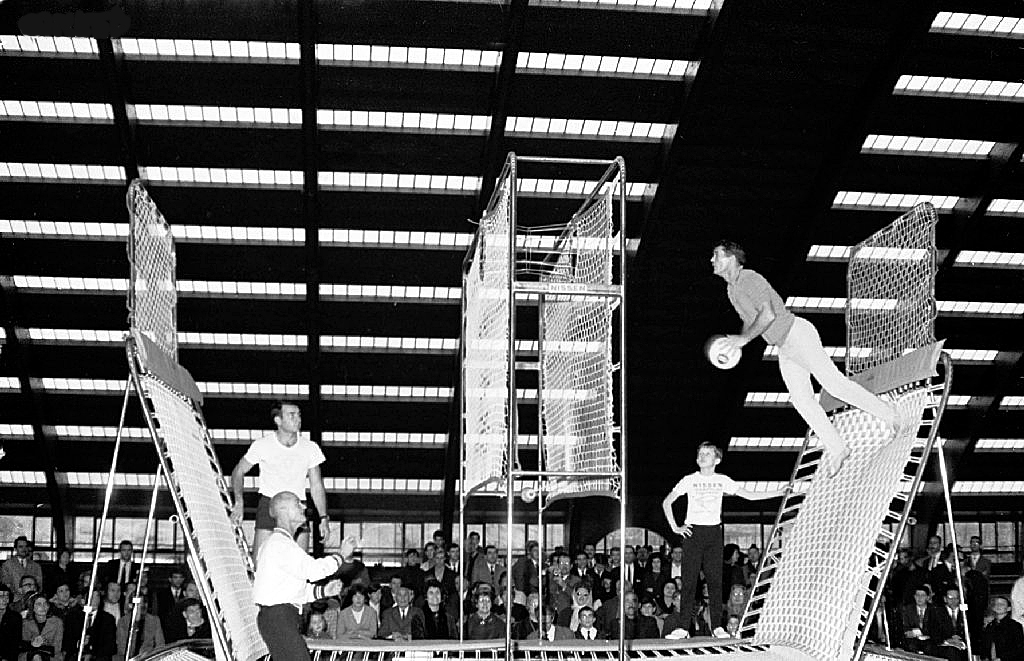
Demonstração de 1968 da Spaceball

No início de seu desenvolvimento, Nissen previu que as camas elásticas fossem usadas em várias áreas de lazer, incluindo aquelas que envolviam mais de um participante na mesma cama elástica. Um desses jogos foi o Spaceball — um jogo de duas equipes de dois em uma única cama elástica com "paredes" especialmente construídas e uma "parede" do meio através da qual uma bola poderia ser lançada para atingir um alvo na parede final do outro lado.

### Uso em voo e treinamento de astronautas
Durante a Segunda Guerra Mundial, a Escola de Voo da Marinha dos Estados Unidos desenvolveu o uso da cama elástica no treinamento de pilotos e navegadores, dando-lhes uma prática concentrada em orientação espacial que antes não era possível. Após a guerra, o desenvolvimento do programa de voos espaciais trouxe novamente a cama elástica para ajudar a treinar astronautas americanos e soviéticos, dando-lhes experiência de posições corporais variáveis em voo.

### Esportes de competição

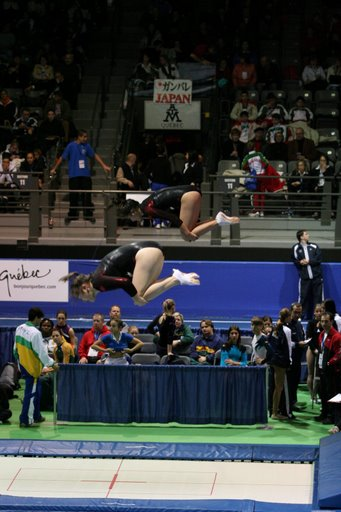
Meninas competindo na cama elástica sincronizada

O primeiro Campeonato Mundial de Trampolim foi organizado por Ted Blake de Nissen e realizado em Londres em 1964. Os primeiros campeões mundiais foram americanos, Dan Millman e Judy Wills Cline. Cline passou a dominar e se tornar o campeão de cama elástica mais condecorado de todos os tempos.
Um dos pioneiros da cama elástica como esporte de competição foi Jeff Hennessy, treinador da Universidade de Louisiana, em Lafayette. Hennessy também treinou a equipe de cama elástica dos Estados Unidos, produzindo mais campeões mundiais do que qualquer outra pessoa. Entre seus campeões mundiais, estava sua filha, Leigh Hennessy. Jeff e Leigh Hennessy estão no Hall da Fama dos EUA em Ginástica.
O esporte de competição de ginástica cama elástica faz parte dos Jogos Olímpicos desde 2000. Em uma cama elástica de competição moderna, um atleta qualificado pode pular até uma altura de até 10 metros, realizando várias cambalhotas e reviravoltas. As camas elásticas também aparecem no slamball, uma variante do basquete, e bossaball, uma variante do vôlei.

### Treinamento cruzado para outros esportes
Existem vários outros esportes que usam camas elásticas para ajudar a desenvolver e aprimorar habilidades acrobáticas no treinamento antes de serem usados no local esportivo real. Exemplos podem ser encontrados em mergulho, ginástica e esqui freestyle. Uma vantagem principal da cama elástica como ferramenta de treinamento para outros esportes acrobáticos é que ela permite a prática repetitiva de exercícios para a experiência acrobática a cada dois segundos ou menos, em comparação de muitos minutos com esportes que envolvem colinas, rampas ou plataformas altas. Em algumas situações, também pode ser mais seguro comparado aos desembarques no solo.

## Tipos de camas elásticas
A estrutura de uma cama elástica é feita de aço e pode ser dobrada para transporte para locais de competição. Sua cama é retangular de 4.28 x 2.14 metros no tamanho montado em 5.05 x 2.91 metros no quadro com cerca de 110 molas de aço (o número real pode variar de acordo com o fabricante). A cama é feita de um tecido forte, embora isso não seja elástico, pois a elasticidade é fornecida apenas pelas molas. O tecido pode ser tecido a partir de correias, que é o material mais usado. No entanto, no Campeonato Mundial de 2007, realizado na cidade de Quebec, foi utilizada uma cama Ross (ou cama de duas cordas), tecida com cordas finas individuais. Este tipo de cama dá um pouco de altura extra ao rebote.

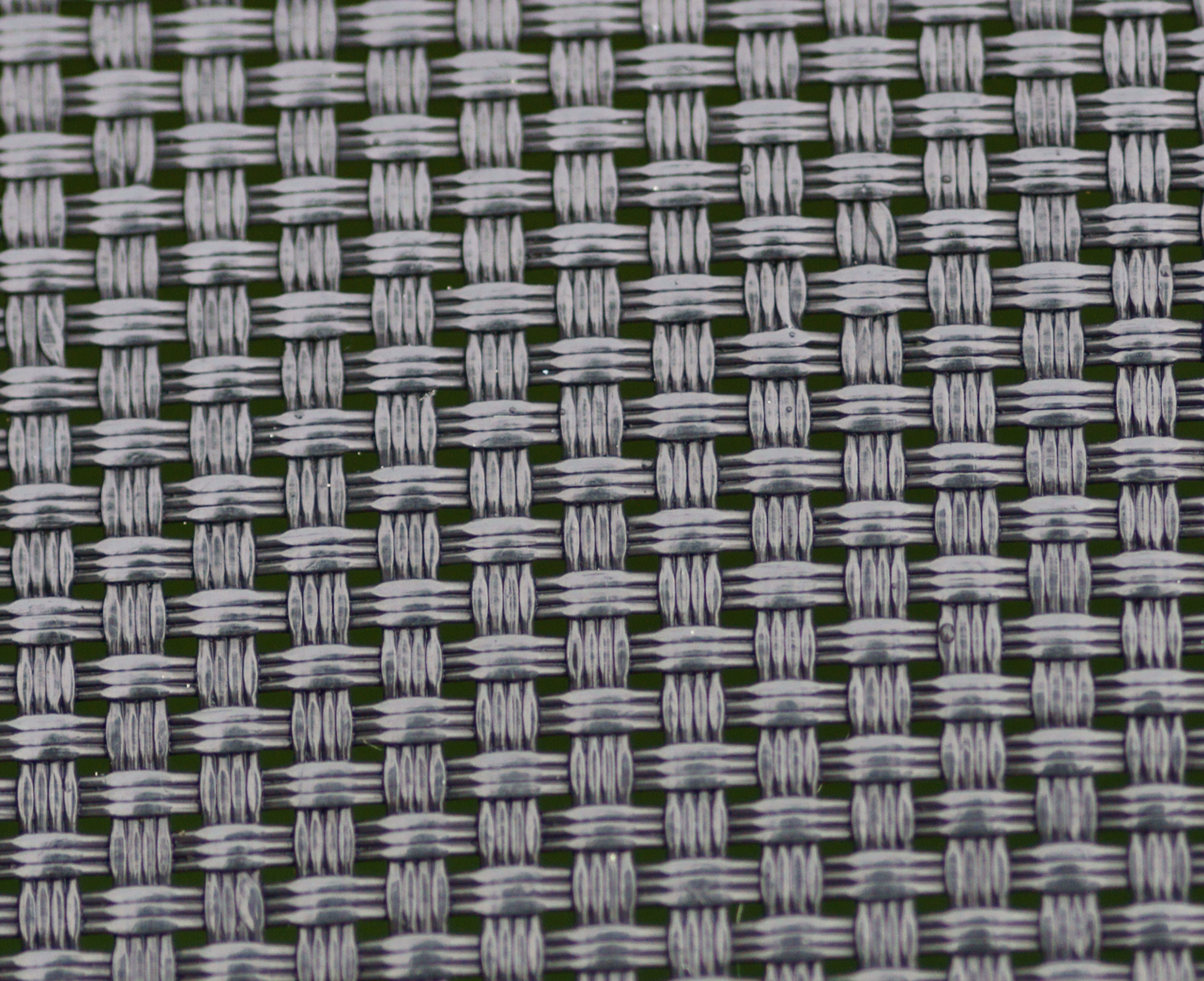
Esteira do salto

As camas elásticas recreativas para uso doméstico são menos robustas do que as da concorrência e suas molas são mais fracas. Podem ter várias formas, embora a maioria seja circular, octogonal ou retangular. O tecido é geralmente uma lona impermeável ou material de polipropileno tecido. Tal como acontece com as camas elásticas de competição, as camas elásticas recreativas geralmente são feitas com molas de aço enroladas para fornecer a força de recuperação, mas também existem camas elásticas sem mola.

## Parques comerciais de cama elástica

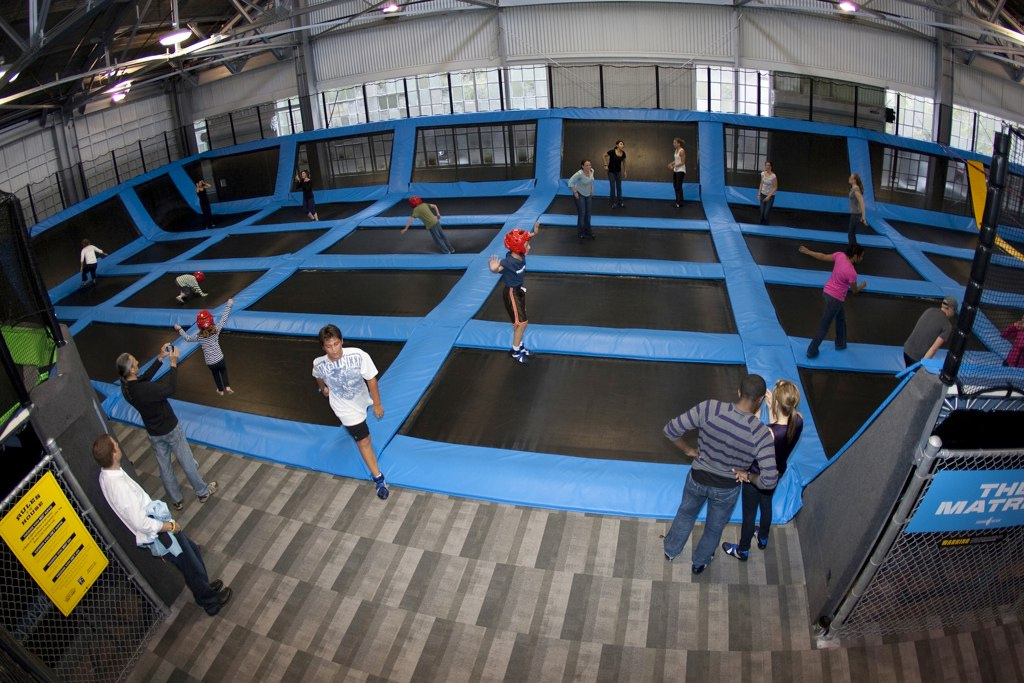
House of Air Trampoline Park em São Francisco

Em 1959 e 1960, tornou-se muito popular ter "centros de salto" ou "parques de camas elásticas" comerciais ao ar livre em muitos lugares da América do Norte, onde as pessoas podiam desfrutar de camas elásticas recreativas. No entanto, estes tendiam a ter uma alta taxa de acidentes e o interesse do público diminuiu rapidamente.
No início do século XXI, os parques comerciais internos de cama elástica voltaram, com várias franquias operando nos Estados Unidos e no Canadá. A ABC News informou que em 2014 havia pelo menos 345 parques de camas elásticas em operação nos Estados Unidos. Parques semelhantes foram abertos mais recentemente em outros países. A Associação Internacional de Parques de Trampolim (IATP) estimou que o número de parques cresceu de 35 a 40 parques em 2011 para cerca de 280 em 2014. No ano seguinte, o IATP estimou que 345 parques estavam abertos até o final de 2014 e que outros 115 seriam abertos até o final de 2015 na América do Norte. A IATP também estimou que, no final de 2014, havia 40 parques fora da América do Norte e que, no final de 2015, haveria pelo menos 100 parques de camas elásticas internas abertas internacionalmente. Em março de 2019, o CircusTrix (e sua subsidiária Sky Zone) é o maior operador de parques de camas elásticas nos EUA e no mundo, com 319 parques operando sob suas marcas.
Estes parques comerciais estão localizados em ambientes fechados e possuem camas elásticas de parede a parede para impedir que as pessoas caiam em superfícies duras. Paredes acolchoadas ou com molas protegem as pessoas de ferimentos causados por impacto. Apesar dessas precauções, houve pelo menos uma morte registrada devido a um primeiro desembarque em um parque de camas elásticas. Em março de 2012, o arremessador do New York Yankees Joba Chamberlain machucou gravemente o tornozelo enquanto pulava em um centro comercial de salto em Tampa com seu filho. Em 2018, um homem morreu em um parque de camas elásticas da Colúmbia Britânica, o que levou a pedidos de mais regulamentos de segurança para essas atividades populares.

### Corrida na parede

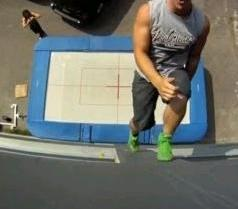
Corrida na parede

Corrida na parede é um esporte em que o participante usa uma parede e plataformas colocadas ao lado da cama elástica para fazer truques. O movimento básico é um pano de fundo na cama elástica e depois os pés tocando a parede na parte superior do salto. A partir daí, não há limite para os movimentos acrobáticos possíveis, semelhantes às camas elásticas regulares. A vantagem é que torções e voltas podem ser iniciadas com mais força a partir de uma parede sólida e que a velocidade vertical pode ser transferida para rotação, além de forças das pernas ou braços. Além disso, é possível obter energia da cama na parte inferior do salto e da parede na parte superior do salto.

## Segurança

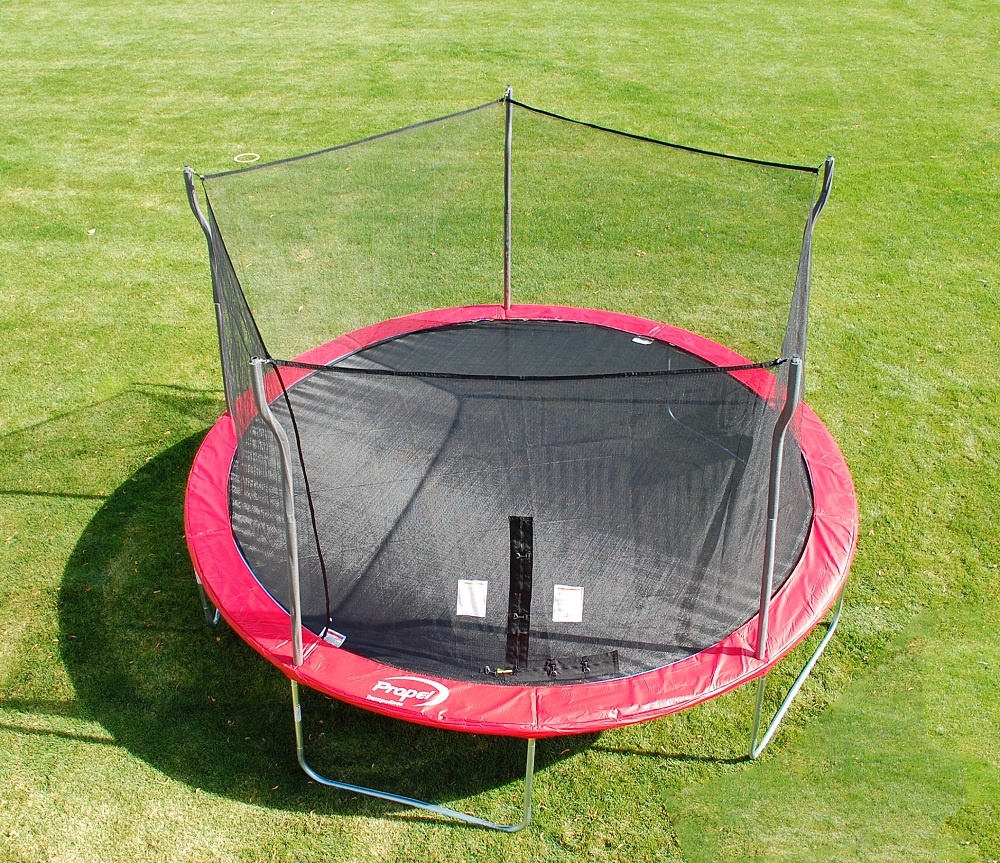
Com redes de segurança, o risco de cair da cama elástica é reduzido

Usar uma cama elástica pode ser perigoso. Clubes e academias organizadas geralmente têm grandes decks de segurança com almofadas de espuma em cada extremidade e observadores são colocados ao lado da cama elástica para tentar impedir a queda de qualquer atleta que perde o controle e cai. Em 1999, a Comissão de Segurança de Produtos de Consumo dos EUA estimou que havia 100.000 atendimentos de emergência hospitalares por lesões na cama elástica.
Devido ao número muito maior de envolvidos e aos padrões de segurança menores, a maioria das lesões ocorre em camas elásticas domésticas de propriedade privada ou em instalações comerciais de camas elásticas, em vez de academias organizadas.
O programa Marketplace, da CBC Television, descobriu que o setor de parques de camas elásticas não é regulamentado no Canadá, com padrões diferentes para profundidade de acolchoamento e espuma, auto-inspeções e reparos e não é necessário relatar ferimentos. Observou-se também que geralmente havia poucos funcionários para fazer cumprir as regras e que anúncios promocionais geralmente mostravam participantes se envolvendo em cambalhotas, mesmo que isso fosse extremamente perigoso sem treinamento adequado. Todos os parques de camas elásticas dependem de isenções de responsabilidade, onde o beneficiário assume o risco da atividade, inclusive quando os ferimentos resultam de negligência do próprio estabelecimento ou equipamentos com manutenção deficiente, em vez de reforçar os padrões e supervisão de segurança.
Saltar de uma cama elástica pode resultar em uma queda de 3–4 metros (10–13 pé) do pico de um salto para o chão ou uma queda nas molas da suspensão e na estrutura. Houve um aumento no número de camas elásticas em casa nos últimos anos e um aumento correspondente no número de lesões relatadas. Algumas organizações médicas sugeriram que os dispositivos fossem proibidos para o uso doméstico.
As autoridades recomendam que apenas uma pessoa deva pular de cada vez para evitar colisões e pessoas serem catapultadas em uma direção inesperada ou mais alta do que esperam. Uma das fontes mais comuns de lesões é quando vários usuários saltam na cama elástica ao mesmo tempo. Geralmente, essa situação leva os usuários a se chocarem e a se machucar; muitos sofrem ossos quebrados como resultado de aterrissarem mal após baterem em outro usuário.

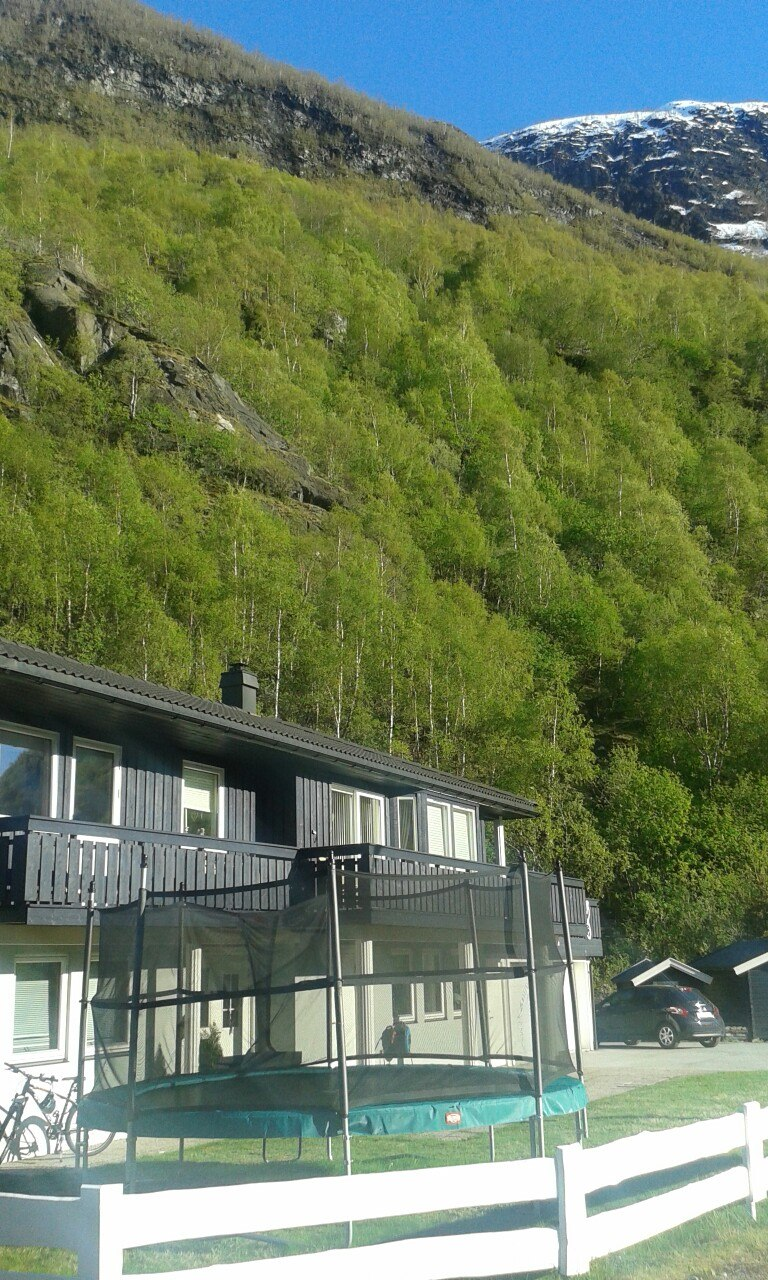
Uma cama elástica de lazer com um gabinete de rede de segurança

Outra das fontes mais comuns de lesões graves é a tentativa de realizar cambalhotas sem treinamento adequado. Em alguns casos, as pessoas pousam no pescoço ou na cabeça, o que pode causar paralisia ou até morte. Em um infame incidente na década de 1960, o campeão de salto com vara Brian Sternberg ficou paralisado do pescoço para baixo em um acidente de cama elástica.
O perigo pode ser reduzido enterrando a cama elástica para que ela fique mais próxima da superfície circundante para diminuir a distância de queda e preenchendo a área circundante. As almofadas sobre a mola e a estrutura reduzem a gravidade das lesões por impacto. Manter as molas cobertas também reduz o risco de queda de um membro entre as fendas nas molas e o resto do corpo caindo da cama elástica.
Estão disponíveis kits para camas elásticas domésticas que fornecem uma rede de retenção ao redor da cama elástica e impedem que os usuários saltem sobre a borda. A Academia Americana de Pediatria afirma que não há evidências epidemiológicas de que elas melhorem a segurança. As redes evitam que os saltadores caiam da cama elástica no chão, mas essas quedas não são a fonte mais comum de lesões. Vários usuários saltando em uma cama elástica com rede ainda podem ser feridos. Os compartimentos das redes de segurança têm um benefício maior para proteger os saltadores individuais, desde que evitem cair na cabeça ou no pescoço.
Ter algum treinamento em uma academia pode ser benéfico para alertar as pessoas sobre possíveis perigos e fornecer técnicas para evitar quedas graves.
As áreas comerciais voltadas para a família na América do Norte, como shopping centers, carnavais etc., geralmente incluem camas elásticas infláveis fechadas como atração infantil. Estas têm redes de segurança nas laterais para evitar ferimentos.

## Mini-camas elásticas

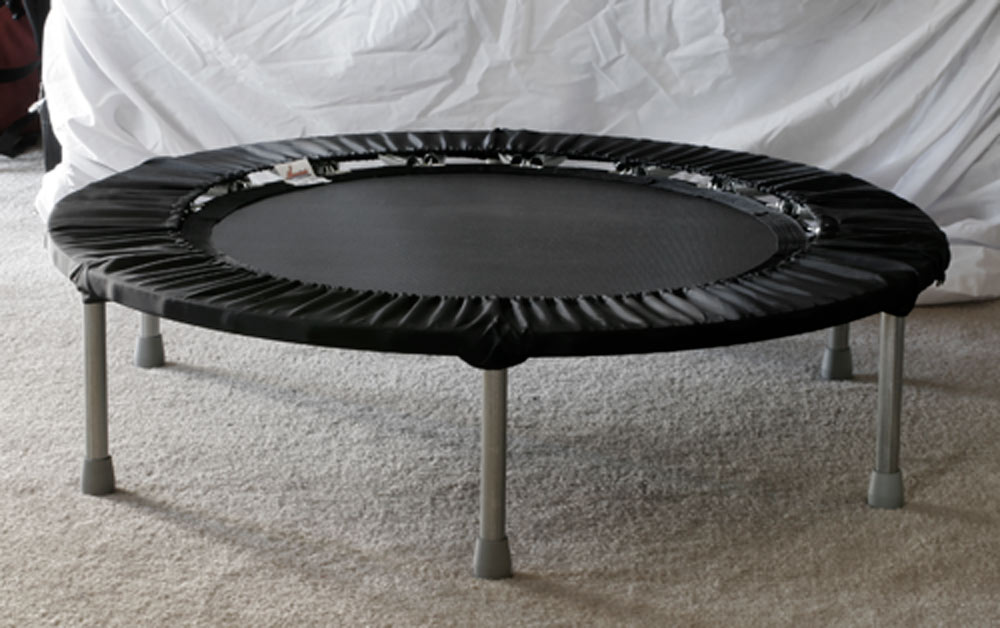
Mini-cama elástica

Uma mini-cama elástica (também conhecido como rebounder, trampette, cama elástica de jogging ou cama elástica de exercícios) é um tipo de cama elástica com menos de 1 metro de diâmetro e cerca de 30 centímetros fora do chão, geralmente mantidos em ambientes fechados e usados como parte de um regime de condicionamento físico. A chamada recuperação oferece uma forma de exercício com baixo impacto nos joelhos e articulações. As mini-camas elásticas não oferecem uma recuperação tão alta quanto as maiores camas elásticas recreativas de competição. A maioria das lojas de departamentos e grandes lojas vendem mini-camas elásticas.

## Uso educacional
A atividade de cama elástica tem sido usada por professores de ciências para ilustrar as Três Leis do Movimento de Newton, bem como a "colisão elástica".

Em cooperação com a Universidade de Bremen e o Centro Aeroespacial Alemão (DLR), a machtWissen.de Corporação de Bremen, na Alemanha, desenvolveu o demonstrador de leveza "Gravity Jumper", com base em uma cama elástica. Devido à aceleração durante o salto, uma força de aceleração entra em vigor além da força gravitacional usual. As duas forças se somam e a pessoa na cama elástica parece ficar mais pesada. Assim que o saltador sai da cama elástica, ele está em uma condição de queda livre, o que significa que o saltador parece leve e não sente a aceleração devido à gravidade. Toda pessoa recebe um sensor de aceleração de três eixos, preso a ela com um cinto. O sensor transmite os dados da trajetória de voo para um monitor e um monitor mostra o curso da aceleração, incluindo a fase sem peso. A interação de aceleração devido à cama elástica e ausência de peso se torna aparente. 